# Faguagryllus
Faguagryllus is een geslacht van rechtvleugeligen uit de familie krekels (Gryllidae). De wetenschappelijke naam van dit geslacht is voor het eerst geldig gepubliceerd in 2011 door Cadena-Castañeda.

## Soorten
Het geslacht Faguagryllus  is monotypisch en omvat slechts de volgende soort:
- Faguagryllus luteolus (Cadena-Castañeda, 2011)